# AFC Champions League 2016
La AFC Champions League 2016 è stata la 35ª edizione della massima competizione calcistica per club dell'Asia.
Il Guangzhou Evergrande era la squadra detentrice del titolo. Il torneo è iniziato il 27 gennaio 2016 e si è concluso il 26 novembre 2016.
Il torneo è stato vinto dallo Jeonbuk Motors, compagine sudcoreana arrivata al successo per la seconda volta nella sua storia.

## Regolamento
Il 25 gennaio 2014 l'AFC ha comunicato l'intenzione di allargare il numero di squadre partecipanti alla AFC Champions League. Il 16 aprile 2014 l'AFC ha ratificato questa decisione. Le 46 federazioni partecipanti all'AFC Champions League (ad eccezione delle Marianne Settentrionali) sono classificate in base alle prestazioni sia della squadra nazionale sia dei singoli club negli ultimi quattro anni nelle competizioni AFC. La distribuzione dei posti nelle qualificazioni e nei gironi per le edizioni 2015 e 2016 è determinato dal ranking 2014:
- le federazioni sono distribuite in due zone, zona ovest e zona est, ciascuna comprendente 23 federazioni
  - zona ovest: Asia occidentale, Asia centrale, Asia meridionale (ad eccezione di India e Maldive)
  - zona est: ASEAN, Asia orientale, India e Maldive
- le prime 24 federazioni membri (12 per ciascuna zona) secondo il ranking 2015 possono qualificare le loro squadre per la fase a gironi della AFC Champions League, se soddisfano i criteri della AFC Champions League;
- sia per la zona est sia per la zona ovest ci sono 12 posti a disposizione per la fase a gironi, con i restanti 4 posti occupati tramite playoff;
- le prime 6 federazioni sia lato est sia lato ovest qualificano loro squadre alla fase a gironi, mentre le restanti federazioni passano attraverso i playoff:
  - le prime 2 federazioni qualificano 3 squadre alla fase a gironi e 1 ai playoff;
  - la terza e la quarta federazione qualificano 2 squadre alla fase a gironi e 2 ai playoff;
  - la quinta federazione qualifica 1 squadra alla fase a gironi e 2 ai playoff;
  - la sesta federazione qualifica 1 squadra alla fase a gironi e 1 ai playoff;
  - dalla settima alla dodicesima federazione qualificano una squadra ai playoff.
- Il massimo numero di squadre per ciascuna federazione è un terzo del numero delle squadre partecipanti alla massima serie nazionale (per esempio, all'Australia spettano massimo tre posti poiché la A-League australiana è composta di sole nove squadre).

Il 28 novembre 2014 l'AFC ha reso noti il ranking e le regole di allocazione dei posti nella fase a gironi e nei playoff della AFC Champions League.
| Valutazione per la AFC Champions League 2016 | Valutazione per la AFC Champions League 2016 |
| -------------------------------------------- | -------------------------------------------- |
|                                              | Rispetta i criteri                           |
|                                              | Non rispetta i criteri                       |

| Rank   | Rank   | Federazione         | Punti  | Squadre       | Squadre  | Squadre         |          |
| Rank   | Rank   | Federazione         | Punti  | Fase a gironi | Play-off | Play-off        | Play-off |
| Zona   | Totale | Federazione         | Punti  | Fase a gironi | Play-off | Prelim. turno 2 |          |
| ------ | ------ | ------------------- | ------ | ------------- | -------- | --------------- | -------- |
| 1      | 2      | Arabia Saudita      | 88,268 | 3             | 1        | 0               |          |
| 2      | 3      | Iran                | 80,794 | 3             | 1        | 0               |          |
| 3      | 5      | Uzbekistan          | 62,272 | 3             | 1        | 0               |          |
| 4      | 7      | Emirati Arabi Uniti | 57,792 | 2             | 2        | 0               |          |
| 5      | 9      | Qatar               | 56,102 | 1             | 0        | 2               |          |
| 6      | 10     | Iraq                | 47,106 | 0             | 0        | 0               |          |
| 7      | 11     | Kuwait              | 45,225 | 0             | 0        | 1               |          |
| 8      | 12     | Giordania           | 44,309 | 0             | 0        | 1               |          |
| 9      | 14     | Oman                | 30,586 | 0             | 0        | 1               |          |
| 10     | 16     | Bahrain             | 25,547 | 0             | 0        | 1               |          |
| 11     | 17     | Libano              | 25,488 | 0             | 0        | 0               |          |
| 12     | 19     | Siria               | 22,883 | 0             | 0        | 0               |          |
| Totale | Totale | Totale              | Totale | 12            | 5        | 6               |          |
| Totale | Totale | Totale              | Totale | 12            | 11       |                 |          |

| Rank   | Rank   | Federazione   | Punti  | Squadre       | Squadre  | Squadre         | Squadre         |
| Rank   | Rank   | Federazione   | Punti  | Fase a gironi | Play-off | Play-off        | Play-off        |
| Zona   | Tot    | Federazione   | Punti  | Fase a gironi | Play-off | Prelim. turno 2 | Prelim. turno 1 |
| ------ | ------ | ------------- | ------ | ------------- | -------- | --------------- | --------------- |
| 1      | 1      | Corea del Sud | 94,866 | 3             | 1        | 0               | 0               |
| 2      | 4      | Giappone      | 77,107 | 3             | 1        | 0               | 0               |
| 3      | 6      | Australia     | 57,940 | 2             | 1        | 0               | 0               |
| 4      | 8      | Cina          | 57,660 | 2             | 1        | 1               | 0               |
| 5      | 13     | Thailandia    | 33,049 | 1             | 0        | 2               | 0               |
| 6      | 15     | Vietnam       | 27,753 | 1             | 0        | 1               | 0               |
| 7      | 18     | Indonesia     | 25,004 | 0             | 0        | 1               | 0               |
| 8      | 20     | Hong Kong     | 20,077 | 0             | 0        | 1               | 0               |
| 9      | 21     | Myanmar       | 18,282 | 0             | 0        | 0               | 1               |
| 10     | 22     | Malaysia      | 18,153 | 0             | 0        | 0               | 1               |
| 11     | 23     | India         | 16,756 | 0             | 0        | 0               | 1               |
| 12     | 24     | Singapore     | 16,097 | 0             | 0        | 0               | 1               |
| Totale | Totale | Totale        | Totale | 12            | 4        | 6               | 4               |
| Totale | Totale | Totale        | Totale | 12            | 14       |                 |                 |

## Squadre partecipanti
Le seguenti 45 squadre da 17 associazioni sono ammesse alla competizione.
Nella seguente tabella, il numero di apparizioni e l'ultima apparizione sono conteggiate dalla stagione 2002-2003  (inclusi i turni di qualificazioni), da quando la competizione è stata rinominata AFC Champions League.
-
| Team                                             | Metodo di Qualificazione                                                    | App                                              | Ultima App                                       |
| ingresso diretto alla fase a gironi (Gruppi A–D) | ingresso diretto alla fase a gironi (Gruppi A–D)                            | ingresso diretto alla fase a gironi (Gruppi A–D) | ingresso diretto alla fase a gironi (Gruppi A–D) |
| ------------------------------------------------ | --------------------------------------------------------------------------- | ------------------------------------------------ | ------------------------------------------------ |
| Al-Nassr                                         | vincitore Saudi Professional League 2014-2015                               | 3°                                               | 2015                                             |
| Al-Hilal                                         | vincitore 2015 King Cup 3º posto Saudi Professional League 2014-2015        | 12°                                              | 2015                                             |
| Al-Ahli                                          | secondo posto Saudi Professional League 2014-2015                           | 8°                                               | 2015                                             |
| Sepahan                                          | campioni Persian Gulf Pro League 2014-2015                                  | 11°                                              | 2014                                             |
| Zob Ahan                                         | vincitore 2014–15 Hazfi Cup                                                 | 5°                                               | 2012                                             |
| Tractor Sazi                                     | secondo posto Persian Gulf Pro League 2014-2015                             | 4°                                               | 2015                                             |
| Pakhtakor                                        | campioni 2015 Uzbek League                                                  | 13°                                              | 2015                                             |
| Nasaf Qarshi                                     | vincitore 2015 Uzbekistan Cup 3º posto 2015 Uzbek League                    | 4°                                               | 2015                                             |
| Lokomotiv Tashkent                               | secondo posto 2015 Uzbek League                                             | 4°                                               | 2015                                             |
| Al-Ain                                           | campione UAE Arabian Gulf League 2014-2015                                  | 11°                                              | 2015                                             |
| Al-Nasr                                          | vincitore 2014–15 UAE President's Cup                                       | 3°                                               | 2013                                             |
| Lekhwiya                                         | campione Qatar Stars League 2014-2015                                       | 5°                                               | 2015                                             |
| partecipanti Turni Preliminari                   |                                                                             |                                                  |                                                  |
| Entrate nei Play-off                             |                                                                             |                                                  |                                                  |
| Al-Ittihad                                       | 4º posto Saudi Professional League 2014-2015                                | 10°                                              | 2014                                             |
| Naft Tehran                                      | 3º posto Persian Gulf Pro League 2014-2015                                  | 2°                                               | 2015                                             |
| Bunyodkor                                        | 4º posto 2015 Uzbek League                                                  | 9°                                               | 2015                                             |
| Al-Jazira                                        | secondo posto UAE Arabian Gulf League 2014-2015                             | 8°                                               | 2015                                             |
| Al-Shabab                                        | 3º posto UAE Arabian Gulf League 2014-2015                                  | 4°                                               | 2013                                             |
| Al-Sadd                                          | vincitore 2015 Emir of Qatar Cup secondo posto Qatar Stars League 2014-2015 | 11°                                              | 2015                                             |
| Al Jaish                                         | 3º posto Qatar Stars League 2014-2015                                       | 4°                                               | 2015                                             |
| Al-Wehdat                                        | campione 2014–15 Jordan League                                              | 3°                                               | 2015                                             |

| Team                                             | Metodo di Qualificazione                                          | App                                              | Ultima App                                       |
| Ingresso diretto alla fase a gironi (Gruppo E–H) | Ingresso diretto alla fase a gironi (Gruppo E–H)                  | Ingresso diretto alla fase a gironi (Gruppo E–H) | Ingresso diretto alla fase a gironi (Gruppo E–H) |
| ------------------------------------------------ | ----------------------------------------------------------------- | ------------------------------------------------ | ------------------------------------------------ |
| Jeonbuk Hyundai Motors                           | campioni K League Classic 2015                                    | 10°                                              | 2015                                             |
| FC Seoul                                         | vincitore 2015 Korean FA Cup                                      | 6°                                               | 2015                                             |
| Suwon Samsung Bluewings                          | secondo posto K League Classic 2015                               | 7°                                               | 2015                                             |
| Sanfrecce Hiroshima                              | campioni J1 League 2015                                           | 4°                                               | 2014                                             |
| Gamba Osaka                                      | vincitore 2015 Emperor's Cup winners secondo posto J1 League 2015 | 8°                                               | 2015                                             |
| Urawa Red Diamonds                               | 3º posto J1 League 2015                                           | 5°                                               | 2015                                             |
| Melbourne Victory                                | 1º posto Stagione Regolare A-League vincitore Play-Off A-League   | 5°                                               | 2014                                             |
| Sydney FC                                        | 2º posto Stagione Regolare A-League                               | 3°                                               | 2011                                             |
| Guangzhou Evergrande                             | campione Chinese Super League 2015                                | 5°                                               | 2015                                             |
| Jiangsu Suning                                   | vincitore 2015 Chinese FA Cup                                     | 2°                                               | 2013                                             |
| Buriram United                                   | campione 2015 Thai Premier League vincitore 2015 Thai FA Cup      | 6°                                               | 2015                                             |
| Becamex Bình Dương                               | campione 2015 V.League 1 vincitore 2015 Vietnamese Cup            | 3°                                               | 2015                                             |
| partecipanti Turni Preliminari                   |                                                                   |                                                  |                                                  |
| Entrate nei Play-off                             |                                                                   |                                                  |                                                  |
| Pohang Steelers                                  | 3º posto K League Classic 2015                                    | 7°                                               | 2014                                             |
| FC Tokyo                                         | 4º posto J1 League 2015                                           | 2°                                               | 2012                                             |
| Adelaide United                                  | 3º posto Stagione Regolare A-League                               | 5°                                               | 2012                                             |
| Shanghai SIPG                                    | secondo posto Chinese Super League 2015                           | 1°                                               | mai                                              |
| Entrati nel secondo turno preliminare            |                                                                   |                                                  |                                                  |
| Shandong Luneng                                  | 3º posto Chinese Super League 2015                                | 8°                                               | 2015                                             |
| Muangthong United                                | secondo posto 2015 Thai Premier League                            | 5°                                               | 2014                                             |
| Chonburi                                         | 4º posto 2015 Thai Premier League                                 | 5°                                               | 2015                                             |
| Hà Nội T&T                                       | secondo posto 2015 V.League 1                                     | 3°                                               | 2015                                             |
| Kitchee                                          | campioni 2014–15 Hong Kong Premier League                         | 2°                                               | 2015                                             |
| Yangon United                                    | vincitore 2015 Myanmar National League                            | 1st                                              | mai                                              |
| Johor Darul Ta'zim                               | campioni 2015 Malaysia Super League                               | 2°                                               | 2015                                             |
| Entrate nel primo turno preliminare              |                                                                   |                                                  |                                                  |
| Mohun Bagan                                      | campione I-League 2014-2015                                       | 2°                                               | 2002–03                                          |
| Tampines Rovers                                  | campione2015 S.League                                             | 2°                                               | 2014                                             |

## Calendario
Calendario delle partite per la stagione 2016.
| Fase          | Round            | Data sorteggio                            | Prima partita         | Seconda partita        |
| ------------- | ---------------- | ----------------------------------------- | --------------------- | ---------------------- |
| Play-off      | Primo turno      |                                           | 27 gennaio 2016       | 27 gennaio 2016        |
| Play-off      | Secondo turno    | 2 febbraio 2016                           | 2 febbraio 2016       |                        |
| Play-off      | Terzo turno      | 9 febbraio 2016                           | 9 febbraio 2016       |                        |
| Fase a gironi | 1ª giornata      | 10 dicembre 2015 (Kuala Lumpur, Malaysia) | 24 - 25 febbraio 2016 | 24 - 25 febbraio 2016  |
| Fase a gironi | 2ª giornata      | 10 dicembre 2015 (Kuala Lumpur, Malaysia) | 1 - 2 marzo 2016      | 1 - 2 marzo 2016       |
| Fase a gironi | 3ª giornata      | 10 dicembre 2015 (Kuala Lumpur, Malaysia) | 15 - 16 marzo 2016    | 15 - 16 marzo 2016     |
| Fase a gironi | 4ª giornata      | 10 dicembre 2015 (Kuala Lumpur, Malaysia) | 5 - 6 aprile 2016     | 5 - 6 aprile 2016      |
| Fase a gironi | 5ª giornata      | 10 dicembre 2015 (Kuala Lumpur, Malaysia) | 19 - 20 aprile 2016   | 19 - 20 aprile 2016    |
| Fase a gironi | 6ª giornata      | 10 dicembre 2015 (Kuala Lumpur, Malaysia) | 3 - 4 maggio 2016     | 3 - 4 maggio 2016      |
| Fase finale   | Ottavi di finale | 10 dicembre 2015 (Kuala Lumpur, Malaysia) | 17 - 18 maggio 2016   | 24 - 25 maggio 2016    |
| Fase finale   | Quarti di finale |                                           | 23 - 24 agosto 2016   | 13 - 14 settembre 2016 |
| Fase finale   | Semifinali       | 27 - 28 settembre 2016                    | 18 - 19 ottobre 2016  |                        |
| Fase finale   | Finale           | 19 novembre 2016                          | 26 novembre 2016      |                        |

## Fase a eliminazione diretta

### Ottavi di finale
| Squadra 1          | Totale            | Squadra 2          | Andata           | Ritorno          |
| Asia Occidentale   | Asia Occidentale  | Asia Occidentale   | Asia Occidentale | Asia Occidentale |
| ------------------ | ----------------- | ------------------ | ---------------- | ---------------- |
| Al-Hilal           | 1 – 2             | Lokomotiv Toshkent | 0 – 0            | 1 – 2            |
| Al-Nasr            | 5 – 4             | Tractor Sazi       | 4 – 1            | 1 – 3            |
| Al-Ain             | 3 – 1             | Zob Ahan           | 1 – 1            | 2 – 0            |
| Lekhwiya           | 4 – 6             | Al-Jaish           | 0 – 4            | 4 – 2            |
| Asia Orientale     |                   |                    |                  |                  |
| Melbourne Victory  | 2 – 3             | Jeonbuk Hyundai    | 1 – 1            | 1 – 2            |
| FC Tokyo           | 2 – 2 (gfc)       | Shangai SIPG       | 2 – 1            | 0 – 1            |
| Urawa Red Diamonds | 3 – 3 6 – 7 (dtr) | FC Seoul           | 1 – 0            | 2 – 3 (dts)      |
| Shandong Luneng    | 3 – 3 (gfc)       | Sydney FC          | 1 – 1            | 2 – 2            |

### Quarti di finale
| Squadra 1        | Totale           | Squadra 2          | Andata           | Ritorno          |
| Asia Occidentale | Asia Occidentale | Asia Occidentale   | Asia Occidentale | Asia Occidentale |
| ---------------- | ---------------- | ------------------ | ---------------- | ---------------- |
| Al-Ain           | 1 – 0            | Lokomotiv Toshkent | 0 – 0            | 1 – 0            |
| Al-Jaish         | 4 – 0            | Al-Nasr            | 3 – 0            | 1 – 0            |
| Asia Orientale   |                  |                    |                  |                  |
| Shangai SIPG     | 0 – 5            | Jeonbuk Hyundai    | 0 – 0            | 0 – 5            |
| FC Seoul         | 4 – 2            | Shandong Luneng    | 3 – 1            | 1 – 1            |

### Semifinali
| Squadra 1        | Totale           | Squadra 2        | Andata           | Ritorno          |
| Asia Occidentale | Asia Occidentale | Asia Occidentale | Asia Occidentale | Asia Occidentale |
| ---------------- | ---------------- | ---------------- | ---------------- | ---------------- |
| Al-Ain           | 5 – 3            | Al-Jaish         | 3 – 1            | 2 – 2            |
| Asia Orientale   |                  |                  |                  |                  |
| Jeonbuk Hyundai  | 5 – 3            | FC Seoul         | 4 – 1            | 1 – 2            |

### Finale
| Squadra 1       | Totale | Squadra 2 | Andata | Ritorno |
| --------------- | ------ | --------- | ------ | ------- |
| Jeonbuk Hyundai | 3 – 2  | Al-Ain    | 2 – 1  | 1 – 1   |

## Statistiche

### Classifica marcatori
Aggiornato al 25 novembre 2016
Nota: Giocatori e Squadre in grassetto sono ancora attivi nella competizione.
| Posizione | Giocatore              | Squadra                | FG1 | FG2 | FG3 | FG4 | FG5 | FG6 | OT1 | OT2 | QF1 | QF2 | SF1 | SF2 | F1 | F2 | Total |
| --------- | ---------------------- | ---------------------- | --- | --- | --- | --- | --- | --- | --- | --- | --- | --- | --- | --- | -- | -- | ----- |
| 1         | Adriano                | FC Seoul               | 4   | 3   | 2   |     |     | 1   |     | 1   | 1   |     |     | 1   |    |    | 13    |
| 2         | Leonardo               | Jeonbuk Hyundai Motors |     |     |     |     |     | 1   | 1   | 2   |     | 2   | 2   |     | 2  |    | 10    |
| 3         | Romarinho              | Al-Jaish               | 1   |     |     |     |     |     | 2   | 1   |     | 1   |     | 2   |    |    | 7     |
| 4         | Dejan Damjanović       | FC Seoul               | 1   |     | 1   |     | 1   |     |     | 1   | 1   |     |     |     |    |    | 5     |
| 4         | Douglas                | Al-Ain                 | 1   |     |     | 2   |     |     | 1   |     |     |     | 1   |     |    |    | 5     |
| 4         | Igor Sergeev           | Pakhtakor              | 1   | 1   | 1   |     | 2   |     |     |     |     |     |     |     |    |    | 5     |
| 4         | Lee Dong-gook          | Jeonbuk Hyundai Motors | 1   | 1   | 1   |     |     |     |     |     |     | 2   |     |     |    |    | 5     |
| 4         | Wu Lei                 | Shanghai SIPG          | 1   | 1   |     | 1   |     |     | 1   | 1   |     |     |     |     |    |    | 5     |
| 9         | Danilo Moreno Asprilla | Al-Ain                 |     |     |     |     | 1   | 1   |     | 1   |     |     |     |     | 1  |    | 4     |
| 9         | Besart Berisha         | Melbourne Victory      | 1   |     |     |     |     | 1   | 1   | 1   |     |     |     |     |    |    | 4     |
| 9         | Elkeson                | Shanghai SIPG          |     | 1   | 2   |     | 1   |     |     |     |     |     |     |     |    |    | 4     |
| 9         | Abderrazak Hamdallah   | Al-Jaish               | 1   | 1   |     |     | 1   |     | 1   |     |     |     |     |     |    |    | 4     |
| 9         | Jô                     | Jiangsu Suning         |     | 1   |     | 1   | 1   | 1   |     |     |     |     |     |     |    |    | 4     |
| 9         | Nguyễn Anh Đức         | Becamex Bình Dương     | 1   | 1   |     | 2   |     |     |     |     |     |     |     |     |    |    | 4     |
| 9         | Diego Tardelli         | Shandong Luneng        | 1   | 1   |     |     | 1   |     | 1   |     |     |     |     |     |    |    | 4     |